# أوتو فرانك
أوتو هاينريش فرانك (بالألمانية: Otto Heinrich Frank)‏ (ولد في 12 مايو 1889 في فرانكفورت، ألمانيا — وتوفي في 19 أغسطس 1980 في بيرسفيلدن، سويسرا) هو رجل أعمال هولندي - ألماني.
هاجر إلى أمستردام عام 1933 مع عائلته، فارين من قوانين هتلر المعادية لليهود. هو زوج إديث فرانك وأب مارغو وآن فرانك أاشتهر بعد نشر مذكرات آن فرانك.